# Echinidea
De Echinidea zijn een infraorde van zee-egels (Echinoidea) uit de orde Camarodonta.

## Families
- Superfamilie Odontophora Kroh & Smith, 2010
  - Echinometridae Gray, 1855
  - Strongylocentrotidae Gregory, 1900
  - Toxopneustidae Troschel, 1872

niet in een superfamilie geplaatst
- Echinidae Gray, 1825
- Parechinidae Mortensen, 1903